# یقه جداشونده

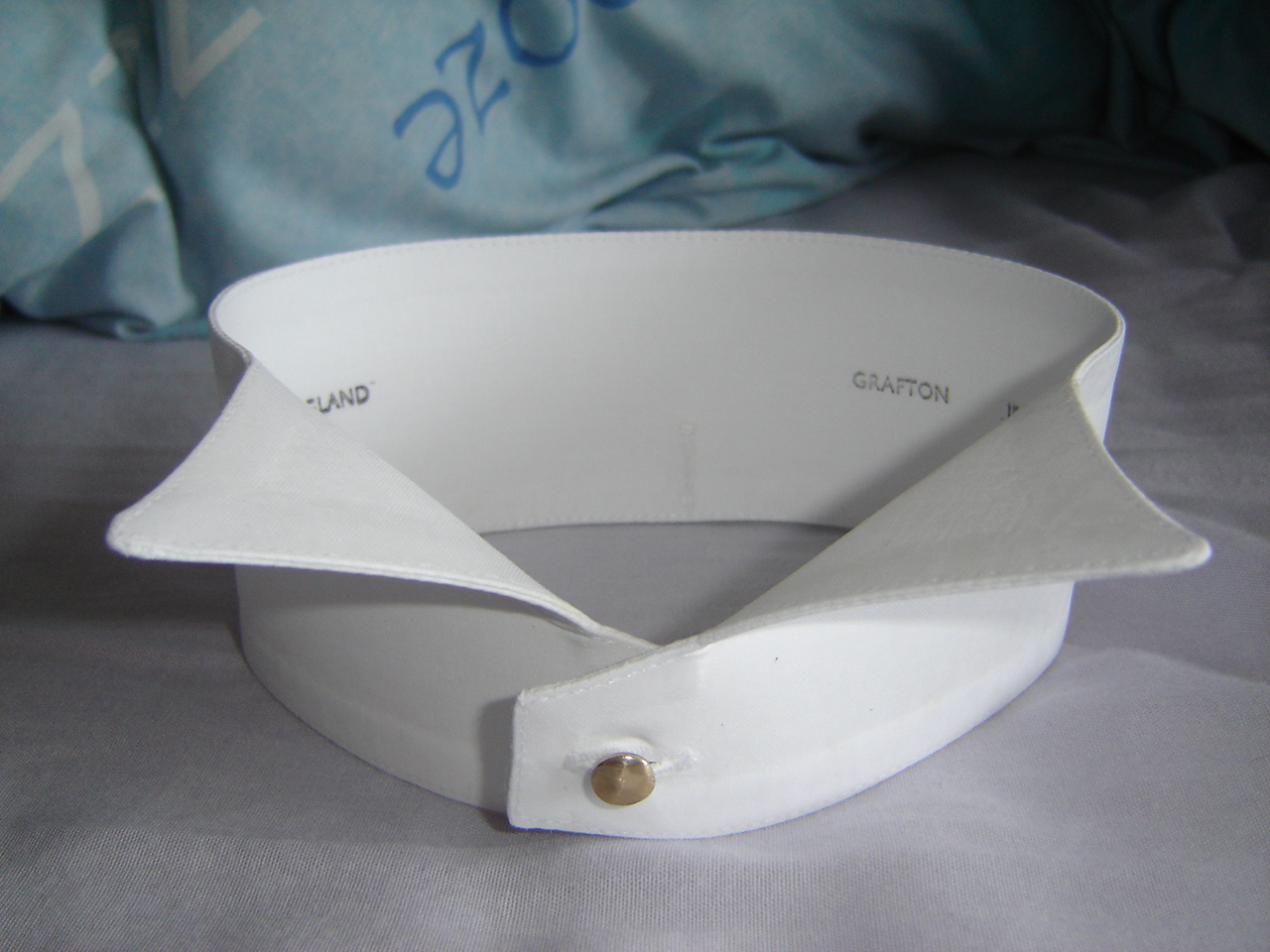
نوعی یقه جداشونده.

یقه جداشونده (انگلیسی: Detachable collar) نوعی یقهٔ پیراهن است که جدا از آن ساخته و تولید می‌شود و با دکمه‌های مخصوص به پیراهن بسته می‌شود.
این یقه معمولاً با پارچه‌ای مجزا از پیران اصلی ساخته شده و تقریباً همیشه، سفیدرنگ است.
گفته می‌شود این یقه در سال ۱۸۲۷ میلادی توسط بانویی به نام «هانا مونتاگ» در شهر تروی از ایالت نیویورک ابداع شد.